# Višegradska skupina
Višegradska skupina (Višegradska grupa, Višegradska četvorka) ili skraćeno V4 je naziv udruženja četiriju srednjoeuropskih suverenih država: Mađarske, Slovačke, Češke i Poljske. Sve četiri su od 1. svibnja 2004. ujedno i članice Europske unije. Ranije se ovaj savez nazivalo Višegradskim trokutom jer su ga činile tri države (federalna Češkoslovačka se razdvojila 1992.).
Skupina je oformljena na sastanku državnika Čehoslovačke, Mađarske i Poljske održanom 15. veljače 1991. u mađarskoj utvrdi Višegradu (mađ. Visegrád). Taj dvorac, po kojem je skupina dobila ime, odabran je iz povijesnih razloga. U istoj su se utvrdi 1339. sastali vladari Bohemije, Poljske i Mađarske, Ivan Slijepi, Kazimir III. Veliki i Karlo I. Robert. Inicijator okupljanja srednjoeuropskih zemalja bio je tadašnji čehoslovački predsjednik Vaclav Havel, vođa poznat po uzornim humanističkim i demokratskim uvjerenjima. Vizija tog udruženja bivših socijalističkih srednjoeuropskih zemalja temeljila se na zaštiti zajedničkih gospodarskih interesa, te poticanju slobodne trgovine, razvoja prometne infastrukture i suradnje na energetskom planu.
U lipnju svake godine po kružnom sustavu izmjenjuje se država predsjedavateljica. 

## Vanjske poveznice
- Službena stranica